# Orfeo Tamburi
Orfeo Tamburi est un peintre, aquarelliste, dessinateur, illustrateur et scénographe italien, né le 28 mai 1910 à Jesi (Marches, Italie) et mort le 15 juin 1994 à Ermont (Val-d'Oise, France).

## Biographie

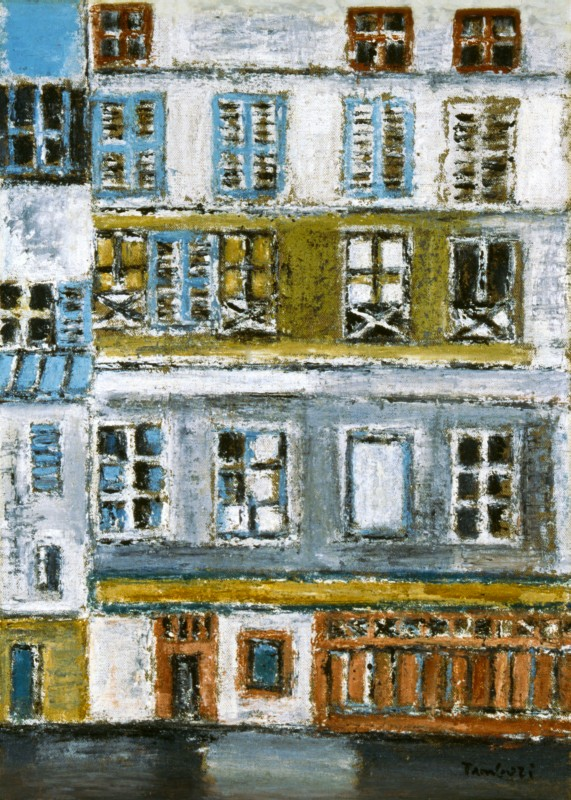
Tetti a Parigi (Toits à Paris) d'Orfeo Tamburi, vers 1955 (fondation Cariplo).

Orfeo Tamburi est né en 1910 à Jesi.
Il est étudiant à partir de 1928 de l'Académie des beaux-arts de Rome, ville où il rencontre Ennio Flaiano et Vincenzo Cardarelli. 
Actif à partir de 1935, il vit et travaille à Rome, où il collabore à plusieurs revues d'art, et à Paris. 
En 1951, il illustre l'essai biographique de Henry Miller sur Blaise Cendrars, publié chez Denoël.
En 1952,  il est acteur, jouant le rôle d'un peintre, dans l'épisode L'Envie réalisé par Roberto Rossellini, une des séquences du film Les Sept Péchés capitaux.
Il meurt en 1994 à Ermont, en région parisienne.

## Filmographie
- 1952 : Les Sept Péchés capitaux, séquence L'Envie de Roberto Rossellini : Olivier